# Afro London News
Afro London News es una publicación en papel periódico de Reino Unido. Ubicado en 17 Ensign House, Admirals Way, Canary Wharf, Londres E14 9XG. Fundada el 17 de febrero de 2010. Su contenido aglutina noticias de las comunidades fragmentadas de afrodescendientes para expresarse en Londres. Editada en idioma inglés. Desde 2010 su director ejecutivo es el británico Pierre Brush Zoueu Oulai.